# قريتلية
القريتلية هو طبق جزائري تقليدي

## الأصل
أصله من سكيكدة[بحاجة لمصدر]، يُحضر بشكل رئيس في القل، سكيكدة، عنابة وقسنطينة.

## وصف
القريتلية هي معكرونة تقليدية تشبه الشعيرية، تُحضرها النساء يدويًا. مثل الكسكس، تُطهى هذه المعكرونة بالبخار ثم تُغمر في مرق مع لحم الضأن والحمص وكرات الكفتة.

## التحضير
يُحضر هذا الطبق في حفلات الزفاف والأعياد الدينية مثل شهر محرم.